# Adriana Martín Santamaría
Adriana Martín Santamaría (La Pobla de Valverde, Aragó, 7 de novembre de 1986) és una jugadora de futbol aragonesa, que juga en la posició de davantera.
Començà a jugar a futbol a l'equip masculí de la UE Vilassar, essent fitxada als tretze anys per les categories inferiors del FC Barcelona. La temporada 2003-04 va debutar a la Superlliga espanyola amb el CE Sabadell FC, retornar la temporada següent al club blaugrana (2004-05). Va fitxar pel RCD Espanyol a temporada 2005-06, amb el qual aconseguí un títol de Lliga (2005-06) i dues Copes de la Reina (2006 i 2009). Posteriorment, va jugar al Rayo Vallecano, aconseguint dos títols de Lliga (2009-10, 2010-11), CF Pozuelo de Alarcón, Atlético de Madrid, Llevant UE i Màlaga CF. També va competir a la Lliga americana, Women's Premier Soccer League (WPSL), amb el Sky Blue FC i el Western New York Flash, amb el qual va aconseguir el títol de Lliga la temporada 2011-12 i va ser escollida millor jugadora del torneig com també la màxima golejadora. L'estiu de 2020 va fitxar pel SS Lazio de la Sèrie B italiana, amb el qual va aconseguir l'ascens a la Sèrie A. Internacional amb la selecció espanyola en trenta-set ocasions, va participar en l'Eurocopa 2013 arribant als quarts de final.

## Palmarès
Clubs
- 3 Lligues espanyoles de futbol femenina: 2005-06, 2009-10 i 2010-11
- 2 Copes espanyoles de futbol femenina: 2005-06 i 2008-09
- 1 Women's Premier Soccer League: 2011-12

Individual
- 1 Millor jugadora de la WSPL: 2011-12
- 1 Màxima golejadora de la WSPL: 2011-12